# Rüderswil
Rüderswil – gmina (niem. Einwohnergemeinde) w Szwajcarii, w kantonie Berno, w regionie administracyjnym Emmental-Oberaargau, w okręgu Emmental.

## Demografia
W Rüderswil mieszkają 2 373 osoby. W 2020 roku 3,6% populacji gminy stanowiły osoby urodzone poza Szwajcarią.

## Transport
Przez teren gminy przebiega droga główna nr 243.